# 알메나라 전투
알메나라 전투는 1710년 7월 27일 벌어진 스페인 왕위 계승 전쟁의 전투 중 하나이다.

## 서막
1710년 봄, 스페인 군은 3월 15일 아라곤 지방에서 세그레(Segre)강을 넘어 카탈로니아(Catalonia)에 입성하였고, 5월 3일 펠리페 5세(Philip V)가 군대와 합류하였다.
6월 카를 대공(archduke Charles)이 동맹군과 합류하였다.
7월 구이도 슈타렘베르크(Guido Starhemberg)장군은 원군을 지원받고 난 뒤 공격할 결심을 했다. 그는 노게이라(Noguera)강을 건너 알메나라의 고지대에 위치를 잡았다.
스태너프(Stanhope)는 발라게르(Balaguer)에서 알파라스(Alfarras)의 다리를 통해 세그레 강을 7월 27일 도강하는 데 성공한 후 진군하였다.

## 전투
빌라다리아스(Villadarias)는 기병대에게 공격을 명하면서 전투를 개시했고, 초반에는 전황을 유리하게 이끌었으나 초전의 우세는 흩어진 적을 추격하는 데 낭비해버리고 말았다.
그러는 동안, 영국 보병대는 대열을 2열로 편성하고 적을 추격하던 스페인군 좌익을 공격하였다. 그리고 오스트리아군 역시 공격을 감행, 펠리페 5세가 있던 우익을 격멸하여 그의 목숨을 위협하였다. 펠리페 5세는 거의 잡힐 정도의 위기에 처하기도 했다.

## 영향
스페인 군대는 카탈루니아를 떠나 아라곤으로 퇴각하였고 이곳에서 8월 20일 사라고사 전투가 벌어진다. 빌라다리아스는 지휘권을 박탈당하고 바이 후작(Marquis de Bay)이 지휘권을 인수했다.

## 참조문헌
- Lynn, John A. The Wars of Louis XIV, 1667–1714. Longman, (1999). ISBN 0-582-05629-2